# Chanakya

Chānakya (Sanskrit: चाणक्य Cāṇakya) hay Kautilya, Vishnugupta (k. 350–283 TCN) là một quan chức cao cấp và nhà triết học luật gia và cố vấn hoàng gia trong triều Chandragupta, vương triều Maurya (thế kỷ IV TCN). Trong tác phẩm Arthashastra ("Luận về bổn phận" mà một số tác giả nước ngoài thường dịch là "Khoa học chính trị") của ông vào thế kỷ thứ IV trước công nguyên:
"Vua chúa (người lãnh đạo) nên tìm hiểu cho tốt, không phải về những gì ông ta muốn, mà người dưới quyền ông ta muốn gì"
"Vua chúa (người lãnh đạo) là một đầy tớ được trả lương và chia sẻ tài nguyên quốc gia chung với mọi người" .